# Льен, Дженнифер
Дже́ннифер Энн Льен (англ. Jennifer Ann Lien; 24 августа 1974, Палос-Хайтс, Иллинойс, США) — американская актриса, кинопродюсер и врач.

## Биография
Дженнифер Энн Льен родилась 24 августа 1974 года в Палос-Хайтсе (штат Иллинойс, США) в семье Делорес Льен. У Дженнифер есть старшие брат и сестра.
Дженнифер снималась в кино 13 лет, в 1990—2003 года, и за это время она сыграла в 15-ти фильмах и телесериалах. В 2003—2008 года Льен также выступила в качестве продюсера двух фильмов и телесериалов. После ухода из кинематографа она стала врачом.
Дженнифер замужем за режиссёром Филом Хваном. У супругов есть сын — Джона Хван (род.05.09.2002).